# Fort Bliss
Fort Bliss es un lugar designado por el censo ubicado en el condado de El Paso, en el estado estadounidense de Texas. En el Censo de 2010 tenía una población de 8591 habitantes y una densidad poblacional de 540,05 personas por km².

## Geografía
Fort Bliss se encuentra ubicado en las coordenadas 31°48′49″N 106°24′44″O / 31.81361, -106.41222. Según la Oficina del Censo de los Estados Unidos, Fort Bliss tiene una superficie total de 15.91 km², de la cual 15.91 km² corresponden a tierra firme y 0 km² (0 %) es agua.

## Demografía
Según el censo de 2010, había 8591 personas residiendo en Fort Bliss. La densidad de población era de 540,05 hab./km². De los 8591 habitantes, Fort Bliss estaba compuesto por el 71.56 % blancos, el 14.49 % eran afroamericanos, el 1.59 % eran amerindios, el 2.42 % eran asiáticos, el 0.35 % eran isleños del Pacífico, el 4.57 % eran de otras razas y el 5.01 % pertenecían a dos o más razas. Del total de la población el 18.31 % eran hispanos o latinos de cualquier raza.